# Michel Brown
Michel Brown (Buenos Aires, 10 juni 1976) is een Argentijns acteur, televisiepresentator en zanger.

## Biografie
Brown werd in 1993 ontdekt in het variétéprogramma Jugate Conmigo. Een jaar later speelde hij in de serie Life College. Hierna kreeg hij nog een rol in de tienersoap Chiquititas en in 1998 werd hij de protagonist in de serie Las chicas de enfrente. In 1997 bracht hij een muziekalbum, Michel, uit. 
In 1999 reisde hij naar Mexico om aan zijn internationale carrière te werken en hij ging in de telenovela DKDA, sueños de juventud spelen. Ook de volgende jaren bleef hij actief in telenovelas. Eén van zijn grootste successen was de Colombiaanse telenovela Pasión de gavilanes uit 2003, waar hij Franco Reyes portretteerde; hij werd hiermee bekend in de hele Latijns-Amerikaanse wereld.
In 2010 presenteerde hij het realityprogramma Desafío: La Gran Batalla. In 2022 speelde hij de hoofdrol in de Colombiaanse serie Pálpito, die door Netflix wereldwijd werd uitgezonden. 
In 2013 trouwde hij met de Colombiaanse actrice Margarita Muñoz, die in Pálpito ook zijn vrouw speelde. 